# Stefan Stenudd

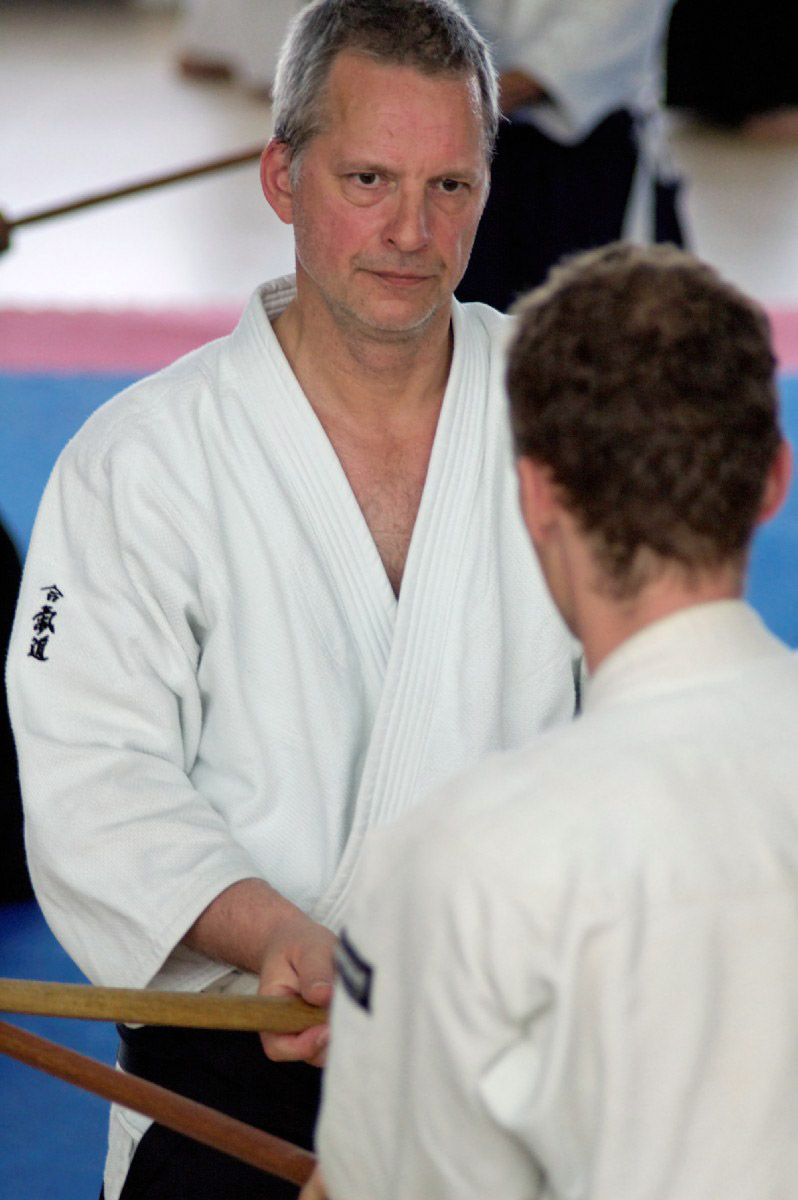
Stefan Stenudd (2009)

Stefan Stenudd (Estocolmo, 1954) es uno de los profesores de aikido más destacados en Suecia, también es escritor y astrólogo. Tiene el 6º dan por la Aikikai, el cual consiguió en el 2003, y 4º dan en Shoji Nishio iaido, aikido toho.
Stenudd empezó a entrenar aikido en el suburbio de Estocolmo Järfälla en 1972. Stenudd era un gran amigo al igual que otros alumnos del maestro japonés Toshikazu Ichimura pero también tuvo conflictos con él y creó su propio dojo en 1978, en el suburbio de Estocolmo Branderbergen en Haninge. En 1991 se mudó a Malmö en el sur de Suecia, y allí empezó un gran club de deportes y artes marciales llamado Enighet. Enseña también en otros dojos de la región y ofrece seminarios en Alemania y en la República Checa. Sus principales influencias son los maestros japoneses Ichimura y Nishio. Creó sus propios ejercicios con armas, inspiradas en el iaido llamándolos aiki batto.
Es un miembro del comité de grado de la Aikikai en Suecia, y en la federación sueca de budo y artes marciales (Svenska Budo- och Kampsportsförbundet).
Como novelista, Stenudd escribió en 1979 la novela Om Om.Después de esto , publicó una serie de novelas así como libros de astrología e interpretaciones del libro chino Tao Te Ching y del famoso libro de Miyamoto Musashi El libro de los cinco anillos. 